# Zalaszántói sztúpa
A Zalaszántói sztúpa Európa egyik legnagyobb sztúpája, időrendben Magyarország hatodik buddhista emlékhelye. A szentély a Zalaszántó melletti Kovácsi-hegyen, egy erdei tisztás közepén épült fel 1992-ben. A sztúpát Őszentsége a 14. Dalai Láma szentelte fel magyarországi látogatása során. A délkelet felé néző, hófehér építmény 30 m magas és 24 m széles. A két szerzetes által őrzött szentély belsejébe nem lehet bejutni, zárt építmény.

## Részei
Az épületen belül Buddha tanításait, egy eredeti Buddha-ereklyéket, egy 24 méter magas életfát, illetve a központjában egy – Dél-Koreából származó, aranyozott Buddha-szobrot helyeztek el. Az épület körbejárható, amit elősegít a kör alakú épület lépcsőzetes formájú talapzata. A körbejárásos tiszteletadást az óramutató járásának megfelelően szokták végezni, méghozzá háromszor. A háromszori körbejárást egyre magasabb talapzaton is lehet végezni. Az első szint az éberség négy alapját (lásd: szatipatthána), a második szint a négy helyes erőfeszítést, a harmadik szint a négy erőhöz vezető utat szimbolizálja. A harmadik szinten imakerekek vannak végig a sztúpa falán. A hegynek ezt a részét, amin az építmény található, az Emberi Jogok Parkjának nevezik.
A sztúpa mellett található egy cipő nélkül látogatható meditációs központ, méretes Buddha-szoborral, és egy ajándékbolt is. A területen mindenfelé színes imazászló van kifeszítve.
A sztúpa kupolájának a tetején lévő négyszögletes alakzat a világ csúcsán élő istenek lakhelyének a szimbóluma. A csúcs a tűz elemet jelképezi, a gyűrűk vagy a spirál övezetei a megvilágosodási szinteket jelentik.

## Története
Bop Jon (eredeti nevén Dzsin Szú Lí) dél-koreai buddhista szerzetes 1990-ben elhatározta, hogy egy rendszerváltó országban felépít egy Buddha-szentélyt, amely majd a békét, boldogságot, megvilágosodást képviseli. Olyan helyszínt keresett, ahol a helyi lakosság is elfogadja egy Ázsiából eredő vallás hagyományát. A Kovácsi-hegyen levő Világosvár nevű helyet Zalaszántó mellett találta meg. Köszönhetően a dél-koreai, magyar és osztrák adományoknak, az építmény 1992. márciusa és szeptembere között, mintegy 40 millió forintból épült fel. A sztúpa építése során növényi magvakat, vallási dokumentumokat, tibeti könyveket helyeztek az építmény talapzatába. Az ügyes diplomáciának köszönhetően a sztúpát 1993. június 17-én személyesen a 14. Dalai Láma, Tendzin Gyaco avatta fel.
Az időjárás viszontagságai miatt a sztúpát 2007-ben felújították, ami miatt újra kellett szentelni. Ekkor a helyszínen meditációs központ is épült.

## Megközelítése
A sztúpához vezető bekötőút a falu Sümeg irányába vezető végén található, amely után nagy táblák jelzik az elágazást a Béke sztúpa irányába. Az út nem túl jó minőségű földút, amelyen áthaladva gyümölcsös kertek és hétvégi házak között vezet az út. Ezért érdemes inkább gyalogosan folytatni tovább. A sztúpa mintegy 3 kilométerre található a falu végétől. Zalaszántó központjából kiindulva az erdő mélyére vezető úton található egy csendes csobogó patak. Itt található egy kényelmes turistapihenő is. Az emelkedős, murvás domb megmászása nem kis kihívást jelent, azonban a sétálás során a természet által kínált csodálatos látvány és a friss levegő tisztító hatása lecsillapíthatja az elmét, felkészítve azt a nagy pillanatra, amikor végre megérkezik a célponthoz.
A falu központjából könnyedén megközelíthető a Béke sztúpa távolsági autóbusszal is, melyről a falu központjában található megállónál kell leszállni. Innen gyalogosan lehet folytatni az utat.

## A sztúpánál elhelyezett háromnyelvű tábla magyar felirata
Ez a Béke-sztúpa, amely a 316 méteres Zalaszántói hegyről néz a Balatonra, 30 m magas és 24 méter széles. Kívánjuk, hogy Európa legnagyobb sztúpája járuljon hozzá a világbékéhez! Buddha tanításai, ereklyéi és egy 24 méteres életfa található a sztúpa belsejében. A Buddha-szobor Dél-Koreából származik. A sztúpa Buddha szellemét, ugyanakkor bölcsességét, minden élőlényhez fűződő együtt-érzését és szeretetét is jelképez. A béke, a boldogság és a megvilágosodás jelképe. Őszentsége, a 14. dalai láma, Tendzin Gyaco 1993. június 17-én ünnepi keretek között nagy örömmel személyesen avatta fel ezt a sztúpát. A Magyarországi Buddhista Béke Sztúpa Alapítvány elnökének, Bop Jon koreai buddhista szerzetesnek a kezdeményezésére jött létre ez az emlékmű. Jelentős segítséget nyújtottak a tibeti buddhista szerzetesek. 1990-ben Huszti Zoltán Ferencz polgármester Bop Jonnak a béke „világítótornyának” felépítésére alkalmas helyül a Világosvár hegyet javasolta. Magyar építészek és egy magyar építővállalat vállalták a munkát. Osztrák köz- és magántámogatások segítségével 1992. márciustól szeptember végéig elkészülhetett az emlékmű. A Békeszentély építése nem kezdődhetett volna el Zalaszántó Önkormányzati képviselő testülete, a falu lakossága és a Balatonfelvidéki Erdő- és Fafeldolgozó Gazdaság megértő támogatása nélkül. Az építés összesen kb. 40 millió forintba került. Ezt az összeget a Dél-Koreából érkező nagyvonalú, köszönetet érdemlő pénzügyi támogatás, valamint sok európai adakozás révén lehetett előteremteni. Sugározzon ez a Béke-sztúpa innét az Emberi Jogok Parkjából, mindent átható békeszerető gondolkodást az egész világba!

## Képgaléria

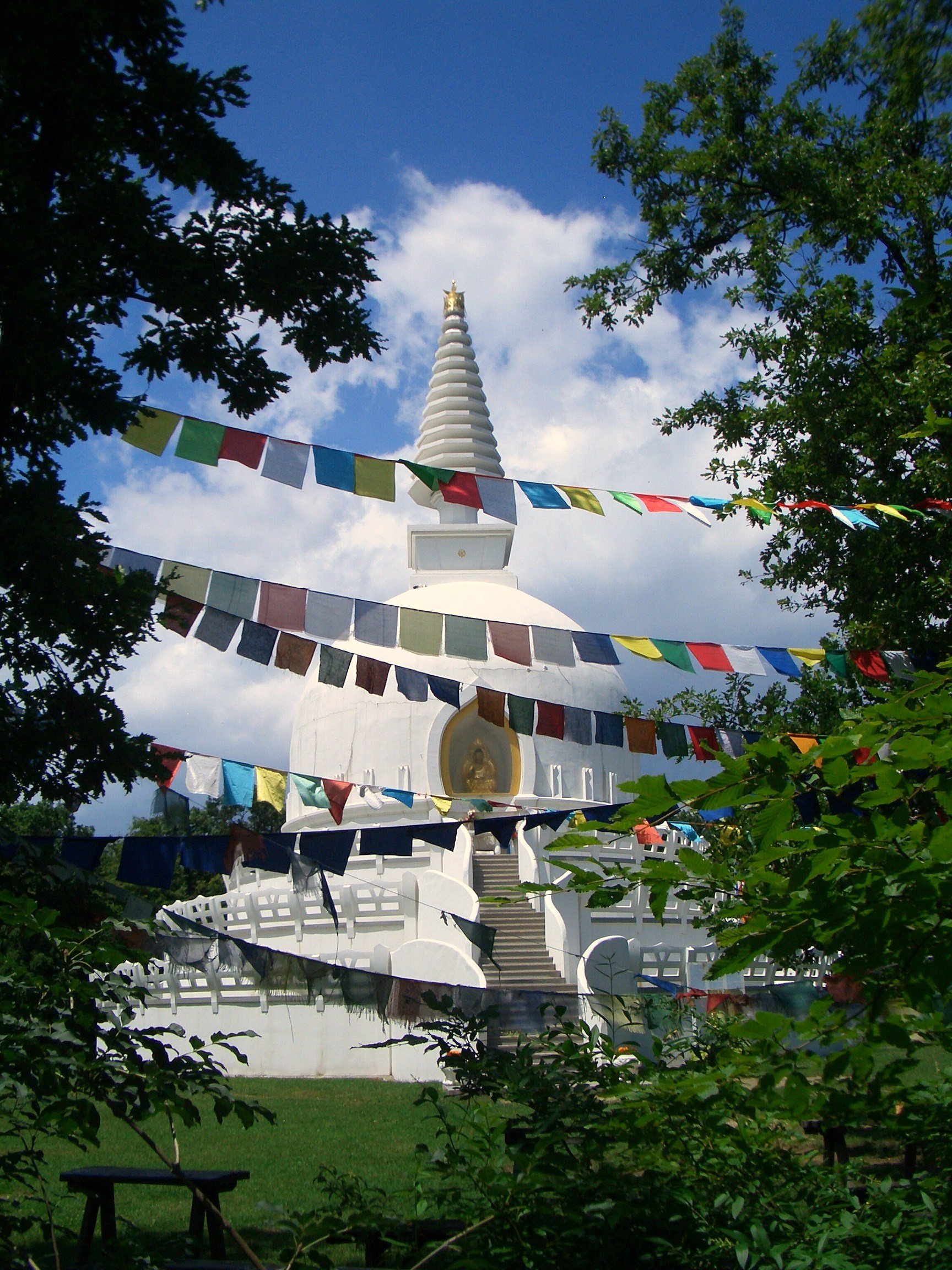
A sztúpa az imazászlók erdejében
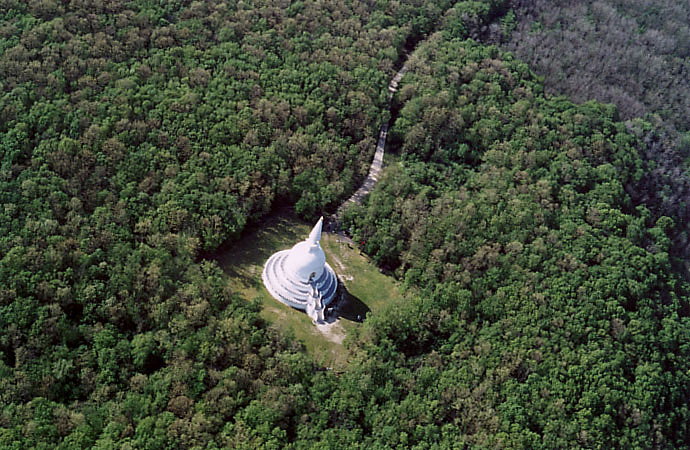
A zalaszántói sztúpa légifelvételen
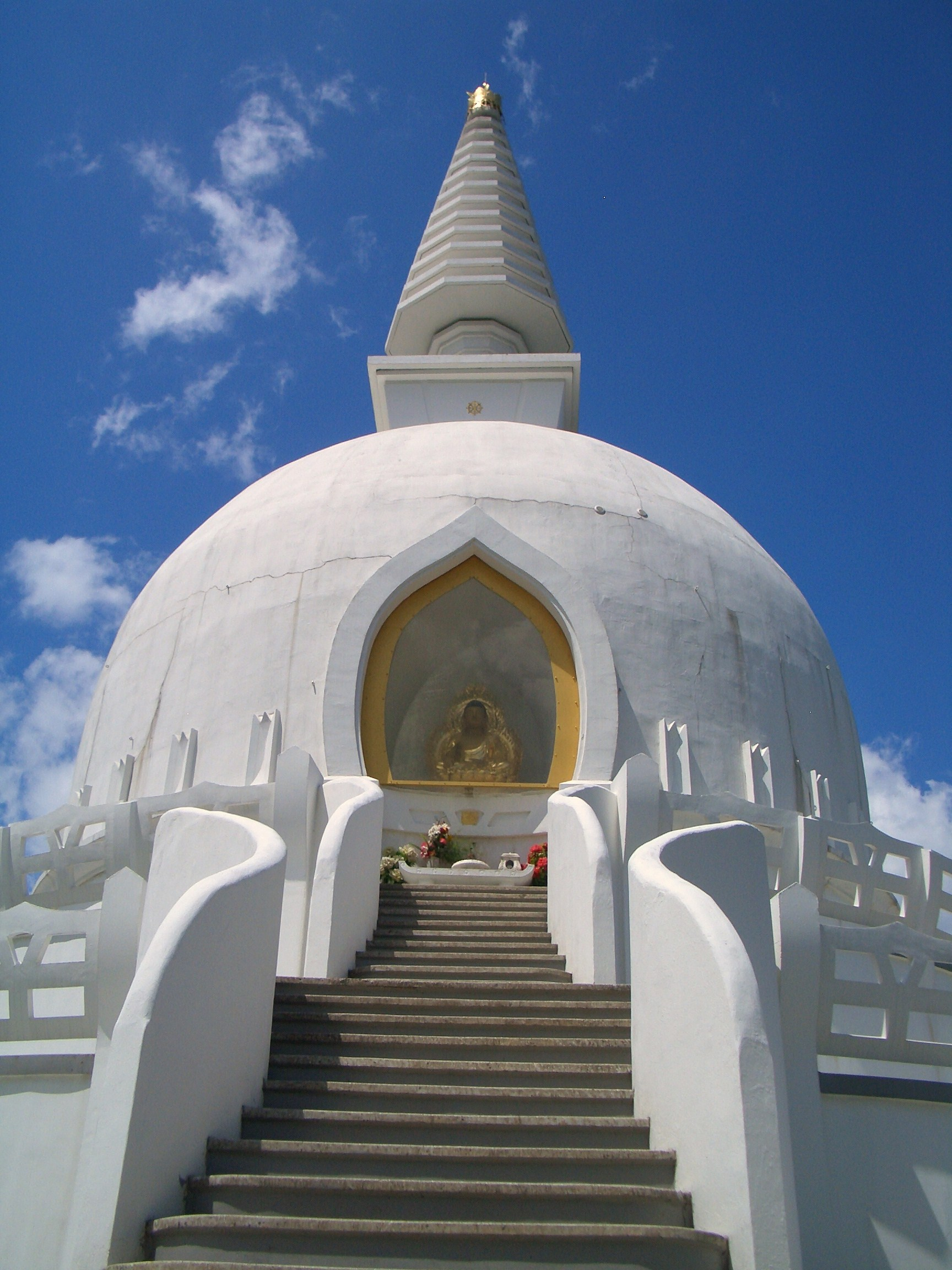
A lépcsőfeljáró
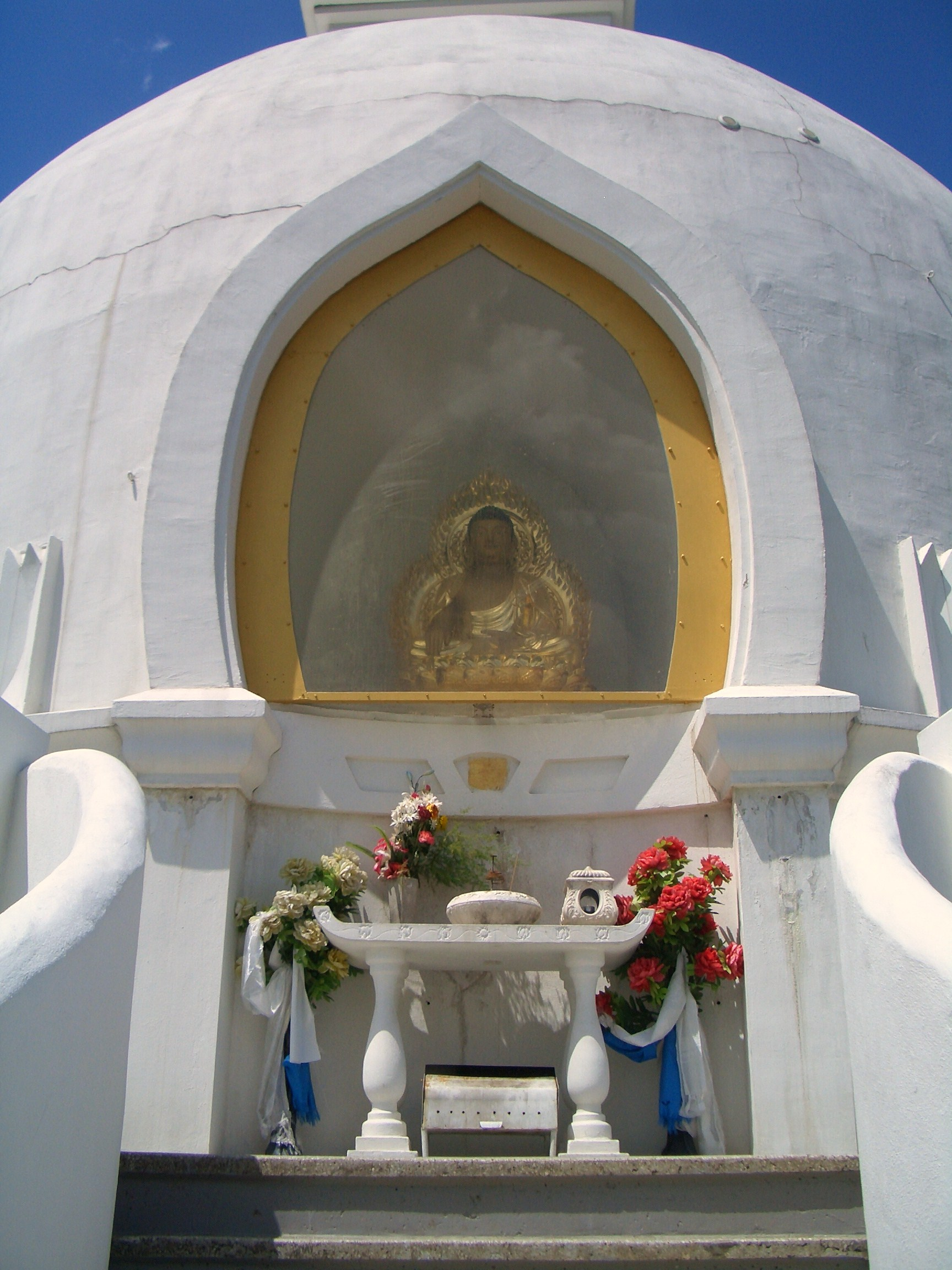
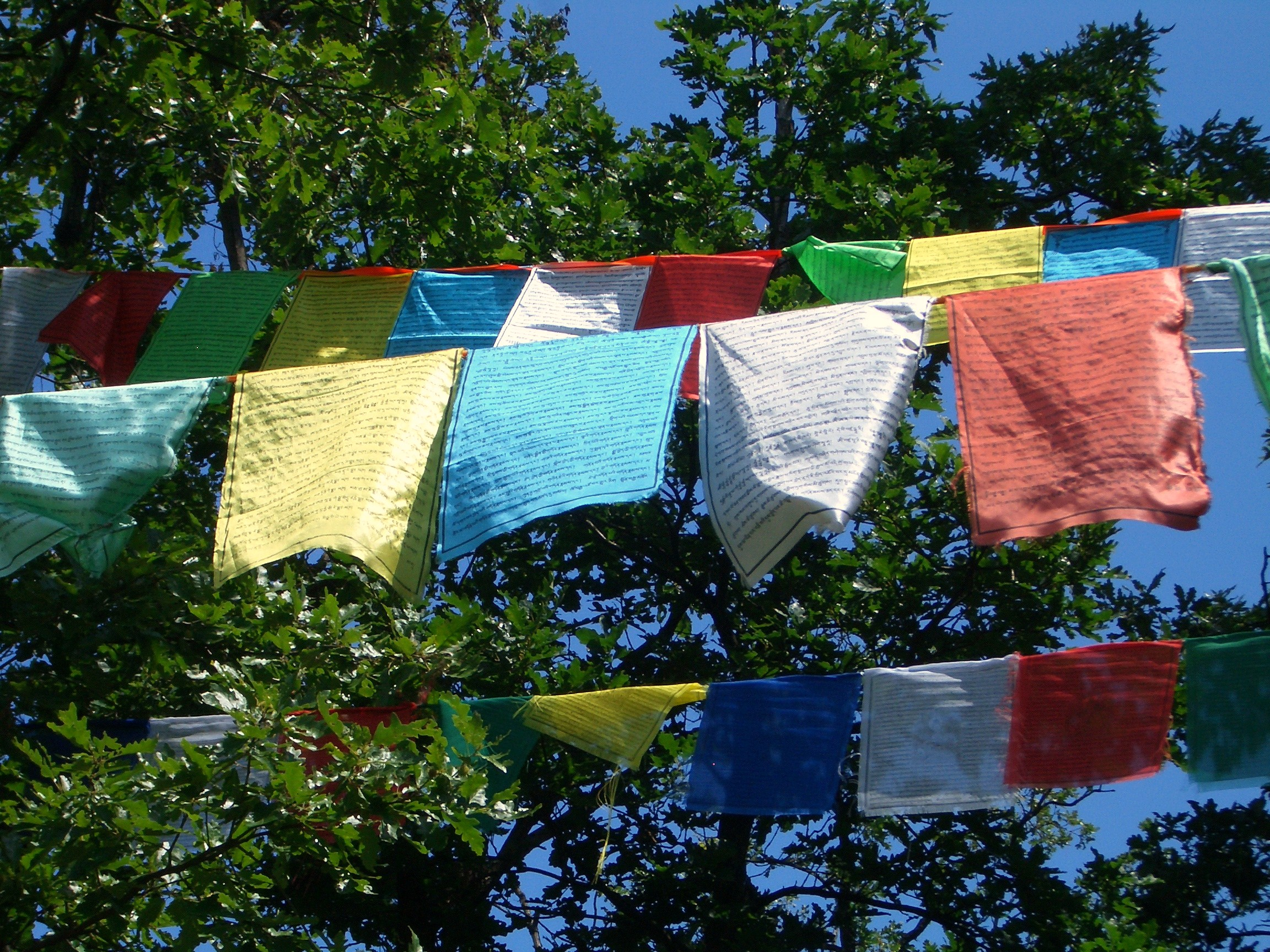
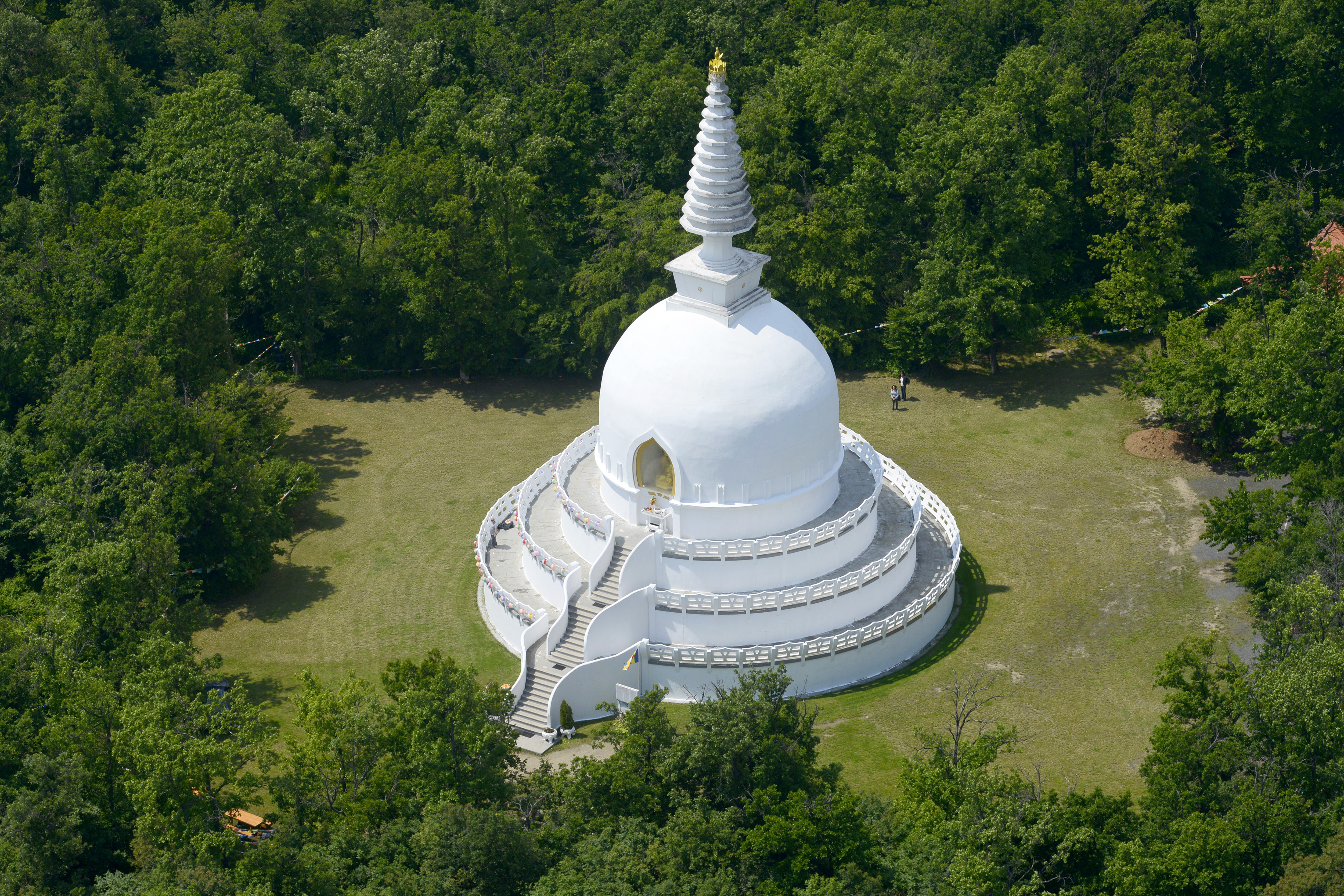

### Internet
- A zalaszántói sztúpa honlapja